# Itamaracá
Itamaracá är en ort i Brasilien.   Den ligger i kommunen Ilha de Itamaracá och delstaten Pernambuco, i den östra delen av landet, 1 700 km nordost om huvudstaden Brasília. Itamaracá ligger 7 meter över havet och antalet invånare är 14 969. Den ligger på ön Ilha de Itamaracá.
Terrängen runt Itamaracá är platt. Havet är nära Itamaracá österut. Närmaste större samhälle är Igarassu, 13,1 km sydväst om Itamaracá.